# Royaume-Uni au Concours Eurovision de la chanson 1980
Le Royaume-Uni a participé au Concours Eurovision de la chanson 1980 le 19 avril à La Haye, aux Pays-Bas. C'est la 23e participation du Royaume-Uni à l'Eurovision.
Le pays est représenté par le groupe Prima Donna et la chanson Love Enough for Two, sélectionnés lors d'une finale nationale organisée par la BBC.

## Sélection

### A Song for Europe 1980
La British Broadcasting Corporation (« Société de radiodiffusion britannique », BBC) sélectionne l'artiste et la chanson qui représente le Royaume-Uni au Concours Eurovision de la chanson 1980 au moyen de la finale nationale A Song for Europe (« Une chanson pour l'Europe »),.
La finale nationale, présentée par Terry Wogan, a lieu le 26 mars 1980 au BBC Television Theatre à Londres.

#### Finale
Douze chansons participent à cette sélection britannique. Les chansons sont toutes interprétées en anglais, langue nationale du Royaume-Uni.
| Ordre | Artiste           | Chanson                    | Traduction                     | Points | Place |
| ----- | ----------------- | -------------------------- | ------------------------------ | ------ | ----- |
| 1     | Scramble          | Don't Throw Your Love Away | Ne jette pas ton amour         | 97     | 6     |
| 2     | Maggie Moone      | Happy Everything           | Tout heureux                   | 131    | 1     |
| 3     | Plain Sailing     | Easy                       | Facile                         | 111    | 4     |
| 4     | Sonia Jones (en)  | Here We'll Stay            | Nous resterons ici             | 56     | 11    |
| 5     | Prima Donna       | Love Enough for Two        | Assez d'amour pour deux        | 131    | 1     |
| 6     | Jacqui Scott      | Symphony for You           | Symphonie pour toi             | 67     | 8     |
| 7     | Duke and the Aces | Love Is Alive              | L'amour est vivant             | 94     | 7     |
| 8     | Roy Winston       | Everything's Alright       | Tout va bien                   | 58     | 10    |
| 9     | Midnite           | Love Comes, Love Grows     | L'amour vient, l'amour grandit | 62     | 9     |
| 10    | The Main Event    | Gonna Do My Best           | Je vais faire de mon mieux     | 45     | 12    |
| 11    | Pussyfoot         | I Want to Be Me            | Je veux être moi               | 111    | 4     |
| 12    | Kim Clark         | Surrender                  | Abandonner                     | 129    | 3     |

En raison d'une égalité, on a demandé aux quatorze jurys de revoter pour choisir leur favori entre les chansons Happy Everything et Love Enough for Two. C'est finalement Love Enough for Two du groupe Prima Donna qui fut choisie en gagnant par huit voix contre six.
Le chef d'orchestre sélectionné pour le Royaume-Uni à l'Eurovision 1980 est John Coleman.

## À l'Eurovision

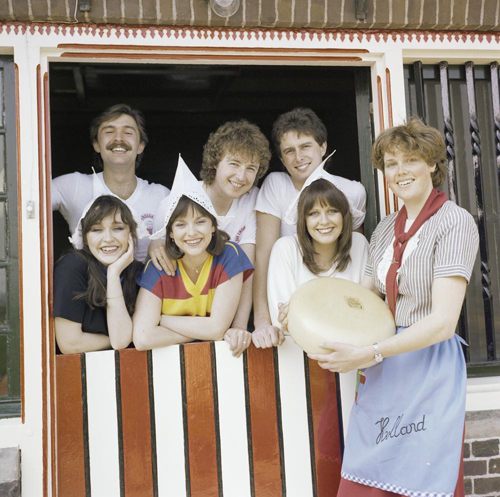
À gauche, les six membres de Prima Donna le 15 avril 1980 lors des sessions photographiques de l'Eurovision 1980 aux Pays-Bas.

### Points attribués par le Royaume-Uni
| 12 points | Irlande    |
| 10 points | Allemagne  |
| 8 points  | Luxembourg |
| 7 points  | Suisse     |
| 6 points  | Autriche   |
| 5 points  | France     |
| 4 points  | Italie     |
| 3 points  | Grèce      |
| 2 points  | Pays-Bas   |
| 1 point   | Belgique   |

### Points attribués au Royaume-Uni
| 12 points          | 10 points           | 8 points                       | 7 points                         | 6 points             |
| ------------------ | ------------------- | ------------------------------ | -------------------------------- | -------------------- |
| - Suède            | - Danemark - Suisse | - Espagne - Luxembourg - Maroc | - Autriche - Pays-Bas - Portugal | - Belgique - Irlande |
| 5 points           | 4 points            | 3 points                       | 2 points                         | 1 point              |
| - France - Turquie | - Finlande          | - Allemagne                    |                                  |                      |

Prima Donna interprète Love Enough for Two en treizième position, suivant l'Allemagne et précédant le Portugal. 
Au terme du vote final, le Royaume-Uni termine 3e sur 19 pays, ayant obtenu 106 points,. Le Royaume-Uni attribue ses douze points à l'Irlande.